# The Lovecats
Singles de The Cure
The Walk
(1983) The Caterpillar
(1984)
Clip vidéo
[vidéo] « The Lovecats », sur YouTube
The Lovecats (ou The Love Cats) est une chanson du groupe britannique The Cure sortie en single le 18 octobre 1983.
Le single obtient un franc succès au Royaume-Uni et en Australie, se classant à la 7e place des charts britanniques et en 6e position dans les charts australiens.

## Contenu du single
Speak My Language figure sur la face B du 45 tours. Le maxi 45 tours propose un troisième titre, Mr. Pink Eyes ainsi qu'une version plus longue de The Lovecats.
The Lovecats et Speak My Language seront inclus dans la compilation Japanese Whispers publiée en décembre 1983.
Avec ces trois chansons, le groupe s'offre une petite incursion dans le jazz, tranchant nettement avec les sonorités synthétiques de The Walk. Les instruments à l'honneur sont le piano, le vibraphone, la contrebasse jouée par Phil Thornalley, nouvelle recrue du groupe avec Andy Anderson désormais à la batterie.
Pour Robert Smith, l'expérience est très satisfaisante :

« Pour The Lovecats, nous étions à Paris pour un festival dans le nord de la France. Nous avons donc décidé d'enregistrer à Paris et de faire un morceau jazzy, je pensais que ce serait amusant. Depuis que nous l'avons fait, personne ne sait très bien à quoi s'attendre avec nous, nous sommes donc dans une position bien meilleure que nous ne l'avons jamais été. Ça aurait été épouvantable si nous avions enregistré The Lovecats comme un disque de Charles Aznavour, c'était bien assez orienté vers le jazz comme ça. C'était pour nous comme du jazz de dessin animé. »

— Robert Smith
| 45 tours 1. The Lovecats - 3:33 2. Speak My Language - 2:39 | Maxi 45 tours 1. The Lovecats (Extended version) - 4:37 2. Speak My Language - 2:39 3. Mr. Pink Eyes - 2:45 |

## Clip
Réalisé par Tim Pope, il met en scène le groupe en train de jouer dans une maison, au milieu de chats empaillés ou vivants. Une séquence montre Robert Smith entouré des trois autres musiciens dans des costumes de chats et jouant de la trompette. 

## Reprises
The Lovecats a été repris par des artistes tels que le chanteur Paul Anka sur son album Rock Swings en 2005, le groupe OK Go sur leur mini album Do What You Want la même année, ou encore Tricky sur l'album Vulnerable en 2004.

## Classements hebdomadaires
| Classement (1983-1984)           | Meilleure position |
| -------------------------------- | ------------------ |
| Australie (Kent Music Report)    | 6                  |
| États-Unis (Hot Dance Club Play) | 52                 |
| Irlande (Irish Singles Chart)    | 15                 |
| Nouvelle-Zélande (RMNZ)          | 23                 |
| Royaume-Uni (UK Singles Chart)   | 7                  |

| Classement (2009)      | Meilleure position |
| ---------------------- | ------------------ |
| Danemark (Tracklisten) | 27                 |

## Certifications
| Pays              | Certification | Date       | Unités certifiées |
| ----------------- | ------------- | ---------- | ----------------- |
| Royaume-Uni (BPI) | Or            | 04/07/2025 | 400 000           |